# Dorsum Zirkel
Il Dorsum Zirkel è una catena di creste lunari intitolata al geologo e petrografo tedesco Ferdinand Zirkel nel 1976. Si trova nel Mare Imbrium e ha una lunghezza di circa 193 km.